# Varietà iperkähler
In geometria differenziale, una varietà iperkähler è una varietà riemanniana di dimensione {\displaystyle 4k} e di gruppo di olonomia contenuto in Sp(k) (qui Sp(k) denota una forma compatta del gruppo simplettico identificata con il gruppo di endomorfismi unitari quaternionico-lineari di uno spazio hermitiano quaternionico {\displaystyle k}-dimensionale). Le varietà di iperkähler sono classi speciali di varietà di Kähler. Possono essere pensate come analoghi quaternionici delle varietà di Kähler. Tutte le varietà iperkähler hanno tensore di curvatura di Ricci nullo e sono quindi varietà di Calabi - Yau (questo può essere facilmente visto notando che Sp(k) è un sottogruppo del gruppo unitario speciale SU(2k)).
Le varietà iperkähler sono state definite da Eugenio Calabi in 1978. 